# جون هايز (مدرب خيول)
جون هايز هو مدرب خيول كندي، ولد في 1917 في أوشاوا في كندا، وتوفي في 8 ديسمبر 1998.